# Charles Walters
Charles Walters (* 17. November 1911 in Brooklyn, New York; † 13. August 1982 in Malibu, Kalifornien) war ein US-amerikanischer Filmregisseur und Choreograf. Sein Spezialgebiet waren Tanzfilme und Musicals, die er in den 1940er- und 1950er-Jahren für MGM inszenierte.

## Leben
Charles Walters begann seine berufliche Laufbahn in den frühen 1930er-Jahren als Tänzer und Schauspieler am Broadway, bevor er 1942 in Seven Days Leave mit Lucille Ball und Victor Mature eine kleine Nebenrolle erhielt. Danach arbeitete er bei MGM als Choreograf für Filmmusicals wie Meet Me in St. Louis (1944) von Vincente Minnelli und Ziegfeld Follies (1946). Bei Letzterem gehörte er bereits zum Regiestab. In ein paar Filmen stand Walters auch selbst vor der Kamera, so sieht man ihn unter anderem in Girl Crazy (1943) mit Judy Garland tanzen. 
Seine erste eigene Regiearbeit war Good News von 1947 mit Peter Lawford und June Allyson. Im Jahr 1948 übernahm er die Regie von Vincente Minnelli für Osterspaziergang mit Judy Garland und Fred Astaire. In den nächsten Jahren war er zugleich Regisseur und Choreograf einer Reihe weiterer Filmmusicals, darunter Lili (1953) mit Leslie Caron und Mel Ferrer. Für diesen Film erhielt er in der Kategorie Beste Regie eine Oscar-Nominierung. Walters versuchte sich abseits der Filmmusicals auch in anderen Genres. Im Jahr 1953 führte er die Regie von Herzen im Fieber, wo er in einer Szene auch als tollpatschiger Tanzpartner von Joan Crawford zu sehen ist. Ferner drehte er 1957 die Abenteuerkomödie Geh nicht zu nah ans Wasser mit Glenn Ford und 1960 Meisterschaft im Seitensprung mit Doris Day und David Niven. 
Im Jahr 1966 wechselte er von MGM zu Columbia Pictures und führte bei Nicht so schnell, mein Junge letztmals die Regie eines Kinofilms, der zugleich den letzten Leinwandauftritt von Cary Grant markiert. Danach arbeitete Walters für das Fernsehen, unter anderem für Serien mit Lucille Ball, bevor er 1982 mit 70 Jahren an Lungenkrebs starb. Ihm ist ein Stern auf dem Hollywood Walk of Fame gewidmet.

## Filmografie
Als Regisseur
- 1945: Broadway Melodie 1950 (Ziegfeld Follies) (Regieassistenz)
- 1945: Spreadin’ the Jam (Regieassistenz)
- 1947: Good News
- 1948: Osterspaziergang (Easter Parade)
- 1949: Die Tänzer vom Broadway (The Barkleys of Broadway)
- 1950: Summer Stock
- 1951: Three Guys Named Mike
- 1951: Karneval in Texas (Texas Carnival)
- 1952: Die Schönste von New York (The Belle of New York)
- 1953: Lili
- 1953: Die Wasserprinzessin (Dangerous When Wet)
- 1953: Herzen im Fieber (Torch Song)
- 1953: Du bist so leicht zu lieben (Easy to Love)
- 1954: Athena
- 1955: Der gläserne Pantoffel (The Glass Slipper)
- 1955: Die zarte Falle (The Tender Trap)
- 1956: Die oberen Zehntausend (High Society)
- 1957: Geh nicht zu nah ans Wasser (Don’t Go Near the Water)
- 1959: Immer die verflixten Frauen (Ask Any Girl)
- 1960: Meisterschaft im Seitensprung (Please Don’t Eat the Daisies)
- 1960: Cimarron
- 1961: Geh nackt in die Welt (Go Naked in the World)
- 1961: Der Fehltritt (Two Loves)
- 1962: Spiel mit mir (Billy Rose’s Jumbo)
- 1964: Goldgräber-Molly (The Unsinkable Molly Brown)
- 1966: Nicht so schnell, mein Junge (Walk, Don’t Run)
- 1970: The Governor & J.J. (TV-Serie, eine Folge)
- 1971: Here’s Lucy (TV-Serie, zwei Folgen)
- 1975: A Lucille Ball Special: Three for Two  (TV)
- 1976: What Now, Catherine Curtis? (Fernsehfilm)